# Dřínov (Mělníki járás)
Dřínov település Csehországban, a Mělníki járásban. Dřínov Úžice, Újezdec, Zlosyň, Vojkovice és Hostín u Vojkovic településekkel határos. Lakosainak száma 517 fő (2024. január 1.).

## Népesség
A település lakosságának változását az alábbi diagram mutatja:
| Lakosok száma | 506  | 543  | 566  | 446  | 411  | 427  | 469  | 495  | 465  | 517  |
|               | 1869 | 1900 | 1921 | 1961 | 1980 | 2011 | 2016 | 2019 | 2021 | 2024 |